# Stazione di Milano Lambrate (1906)
La prima stazione di Milano Lambrate, in esercizio dal 1906 al 1931, era una stazione ferroviaria posta sulla linea Milano-Venezia. Sorgeva in località Ortica, allora frazione del comune di Lambrate (annesso nel 1923 a Milano).
La ferrovia segnava il primo isolamento della località Cavriano dal successivo sviluppo dell'Ortica e di Milano.

## Storia
La stazione, sita alla progressiva chilometrica 3+686 della linea Milano-Venezia, fra le stazioni di Milano Centrale e di Limito, venne attivata il 27 agosto 1906, e inizialmente abilitata al solo traffico merci. Il 18 novembre successivo venne abilitata anche al traffico passeggeri.
La stazione fu dismessa nel 1931 col riassetto totale del nodo ferroviario di Milano e con l'attivazione al traffico passeggeri della seconda stazione.

## Strutture e impianti
Il fabbricato viaggiatori, al 2021 ancora esistente ed utilizzato come circolo ricreativo dai ferrovieri, sorge vicino alla chiesa dei Santi Faustino e Giovita, nel quartiere Ortica.